# Dansk Film-Avis nr. 697
|  | Denne artikel er oprettet af botten Steenthbot ud fra en ekstern database. Den kan derfor have sproglige fejl eller mangler. Denne skabelon kan fjernes efter kontrol af indholdet. |

Dansk Film-Avis nr. 697 er en dansk dokumentarisk optagelse fra 1944.

## Handling
1. 2.08 Forsorg: Københavnske arbejderbørn på børnehjemmet "Saxoly".
2. 3.26 Skøjtestævne på Peblingesøen, ishockey og kunstskøjteløb.
3. 4.54 Svømmestævne i Prag.
4. 5.46 Hitlerjugend uddannes i skiløb.
5. 7.08 Skuespilleren Paul Wegener fylder 70 år.
6. 7.42 Veterinær frontlazaret for heste.
7. 8.40 Luftkampe på vestfronten. Slut ved 9.15.[1]